# Маний Эмилий Лепид
Ма́ний Эми́лий Ле́пид (лат. Manius Aemilius Lepidus; умер после 49 года до н. э.) — римский политический деятель из патрицианского рода Эмилиев Лепидов, консул 66 года до н. э. Упоминается в источниках в связи с заговором Катилины.

## Биография
Маний Эмилий принадлежал к древнему патрицианскому роду, представители которого много раз получали консулат. В деталях его происхождение неизвестно; из-за лакуны в Капитолийских фастах неясно даже, какие преномены носили его отец и дед. Учитывая дату консулата и требования Корнелиева закона о минимальных временных промежутках между высшими магистратурами, антиковеды датируют самое позднее 69 годом до н. э. претуру Мания Эмилия. В 66 году до н. э. Лепид стал консулом совместно с плебеем Луцием Волькацием Туллом.
О событиях консульского года источники дают мало информации. 1 января Лепид и Тулл председательствовали на заседании сената, где обсуждался законопроект народного трибуна Гая Манилия о новом порядке голосования для вольноотпущенников (последние должны были подавать голоса вместе с бывшими хозяевами); эта инициатива была отвергнута. Накануне очередных выборов магистратов коллега Мания Эмилия решил не допускать до выборов Луция Сергия Катилину, претендовавшего на консулат следующего года. В последний день 66 года до н. э. Катилина был замечен вооружённым на форуме, и Марк Туллий Цицерон позже заявил, что Луций Сергий хотел в тот день убить консулов. Большинство исследователей полагает, что имелись в виду избранные консулы, Луций Манлий Торкват и Луций Аврелий Котта, но существует мнение, что планировалось убийство Лепида и Тулла. Впрочем, вся эта история с первым заговором Катилины может быть пропагандистским мифом, созданным врагами Гая Юлия Цезаря.
В 65 году до н. э. Маний Эмилий выступал как свидетель на судебном процессе Гая Корнелия, обвинённого в оскорблении величия римского народа. Он упоминается в числе многих консуляров, поддержавших Цицерона в его борьбе с Катилиной в 63 году до н. э. В 49 году до н. э., в самом начале гражданской войны, Лепид из осторожности занял выжидательную позицию, хотя сочувствовал Гнею Помпею Великому. Он с напряжённым интересом следил за ходом боевых действий; в феврале 49 года известие о том, что армия Цезаря может быть окружена, «вернуло Лепида к жизни» (по словам Цицерона). Однако вскоре стало ясно, что первый этап войны помпеянцы проиграли. В этой ситуации Маний Эмилий счёл необходимым начать посещать сенат, работавший под контролем Гая Юлия Цезаря. После этого он уже не упоминается в источниках.